# Parauszek i przyjaciele
Parauszek i przyjaciele – polski serial animowany, wyprodukowany w 2013 roku przez wytwórnię filmową Se-ma-for w Łodzi. Serial został zrealizowany w technice poklatkowej (stop motion) animacji lalkowej.
Serial powstał w oparciu o bajki Wojciecha Próchniewicza. Pomysłodawcą stworzenia bajki, której głównym bohaterem byłby zajączek jest prezes studia Se-ma-for, Zbigniew Żmudzki.
Według Zbigniewa Żmudzkiego (prezesa studia Se-ma-for i pomysłodawcy serialu) studio chciało na początku XXI wieku kontynuować serial z przygodami Misia Uszatka. Władze TVP zasugerowały jednak stworzenie czegoś nowego, stąd pomysł wykreowania nowego, lalkowego bohatera – zajączka. Ostatecznie telewizja publiczna nie była zainteresowana koprodukcją. Premiera serialu odbyła się 1 września 2013 roku na antenie MiniMini+.
Oryginalne lalki z serialu „Parauszek i przyjaciele” znajdują się na ekspozycji w Se-ma-for Muzeum Animacji w Łodzi.
W 2015 roku serial przetłumaczono na język gaelicki szkocki i wyemitowano go w telewizji BBC Alba w paśmie dziecięcym. W tej wersji tytułowy Parauszek nosił imię Flapair.

## Opis fabuły
Bajka dokonuje antropomorfizacji zwierząt. Serial przedstawia przygody Parauszka, małego zajączka, który wraz ze swoimi przyjaciółmi mieszka w krainie zwanej Naszym Lasem. Losy Parauszka i przyjaciół obserwowane są przez wszechwiedzącą, mądrą sowę Uhu, komentującą wydarzenia z dorosłego punktu widzenia. Dzięki perypetiom zwierzątek dziecięcy widzowie uczą się dobrego wychowania, zasad, działania w grupie, odpowiedzialności i wiary we własne siły. Seria była konsultowana z psychologiem dziecięcym. Wartość edukacyjna jest podawana dyskretnie, za pomocą delikatnej pedagogiki. 

## Obsada
- Joanna Stasiewicz – Sowa Uhu, Sroka Madzia
- Jacek Łuczak – Zajączek Parauszek, Lis Fredek i Łoś Łopatek
- Michał Staszczak – Wilk Waldek, Miś Benek i Bóbr Klepek
- Ewa Gałat – Usia
- Jolanta Jackowska – Wiewiórka Kitka

## Spis odcinków
| Premiera odcinka | Nr | Polski tytuł            | Scenariusz                              |
| ---------------- | -- | ----------------------- | --------------------------------------- |
|                  |    |                         |                                         |
| SERIA PIERWSZA   |    |                         |                                         |
|                  |    |                         |                                         |
| 01.09.2013       | 01 | Klucz                   | Wojciech Próchniewicz, Antoni Bańkowski |
|                  |    |                         |                                         |
| 03.09.2013       | 02 | Wiosenny koncert        | Wojciech Próchniewicz, Antoni Bańkowski |
|                  |    |                         |                                         |
| 02.09.2013       | 03 | Parauszek i samolot     | Krzysztof Brzozowski                    |
|                  |    |                         |                                         |
| 05.09.2013       | 04 | Lekarstwo               | Wojciech Próchniewicz, Antoni Bańkowski |
|                  |    |                         |                                         |
| 01.09.2013       | 05 | Biwak                   | Julia Śniarowska                        |
|                  |    |                         |                                         |
| 08.09.2013       | 06 | Królewski piknik        | Julia Śniarowska                        |
|                  |    |                         |                                         |
| 08.09.2013       | 07 | Nocny bohater           | Julia Śniarowska                        |
|                  |    |                         |                                         |
| 09.09.2013       | 08 | Poszukiwacze skarbu     | Julia Śniarowska                        |
|                  |    |                         |                                         |
| 10.09.2013       | 09 | Ratujmy misia           | Julia Śniarowska                        |
|                  |    |                         |                                         |
| 11.09.2013       | 10 | Żartowniś               | Julia Śniarowska                        |
|                  |    |                         |                                         |
| 12.09.2013       | 11 | Okulary                 | Wojciech Próchniewicz, Antoni Bańkowski |
|                  |    |                         |                                         |
| 13.09.2013       | 12 | Urodzinowa przejażdżka  | Wojciech Próchniewicz, Antoni Bańkowski |
|                  |    |                         |                                         |
| 15.09.2013       | 13 | Zguba                   | Wojciech Próchniewicz, Antoni Bańkowski |
|                  |    |                         |                                         |
| SERIA DRUGA      |    |                         |                                         |
|                  |    |                         |                                         |
| 01.04.2014       | 14 | Bursztynowa wróżka      | Julia Śniarowska                        |
|                  |    |                         |                                         |
| 02.04.2014       | 15 | Leśny teatr             | Julia Śniarowska                        |
|                  |    |                         |                                         |
| 03.04.2014       | 16 | Marzenie                | Julia Śniarowska                        |
|                  |    |                         |                                         |
| 04.04.2014       | 17 | Ekologiczni przyjaciele | Julia Śniarowska                        |
|                  |    |                         |                                         |
| 07.04.2014       | 18 | Sławna piosenkarka      | Julia Śniarowska                        |
|                  |    |                         |                                         |
| 08.04.2014       | 19 | Leśny olbrzym           | Antoni Bańkowski                        |
|                  |    |                         |                                         |
| 09.04.2014       | 20 | Detektyw parauszek      | Julia Śniarowska                        |
|                  |    |                         |                                         |
| 10.04.2014       | 21 | Dzień łasucha           | Julia Śniarowska                        |
|                  |    |                         |                                         |
| 11.04.2014       | 22 | Zły dzień               | Julia Śniarowska                        |
|                  |    |                         |                                         |
| 14.04.2014       | 23 | Wybory na wodza         | Julia Śniarowska                        |
|                  |    |                         |                                         |
| 15.04.2014       | 24 | Konkurs piosenki        | Krzysztof Brzozowski                    |
|                  |    |                         |                                         |
| 16.04.2014       | 25 | Grzybobranie            | Antoni Bańkowski                        |
|                  |    |                         |                                         |
| 17.04.2014       | 26 | Pisankowa zabawa        | Julia Śniarowska                        |
|                  |    |                         |                                         |